# 그리스의 기후

쾨펜의 기후 구분 그리스 지도.

그리스의 기후는 주로 지중해성이다. 그러나, 국가 고유의 지리에, 그리스는 미기후와 지역 변화의 놀라운 범위를 갖는다. 핀도스산맥의 서쪽, 기후는 일반적으로 축축하고 일부 해양 기능을 가지고 있다. 핀도스산맥의 동쪽 여름에 일반적으로 건조 및 바람이 많이 분다. 가장 높은 봉우리는 올림포스 산으로, 2,918m이다. 그리스의 북쪽 지역은 대륙과 지중해성 기후 사이의 과도기적 기후를 가지고 있다. 고산 기후가 산악 지역이 있다.

## 온도
- 절대 최저 온도: −27.8 °C (−18.0 °F), 프톨레마이다.
- 절대 최대 온도: 48.0 °C (118.4 °F), 엘레프시나, 타토이궁.